# Jacques-François Ochard

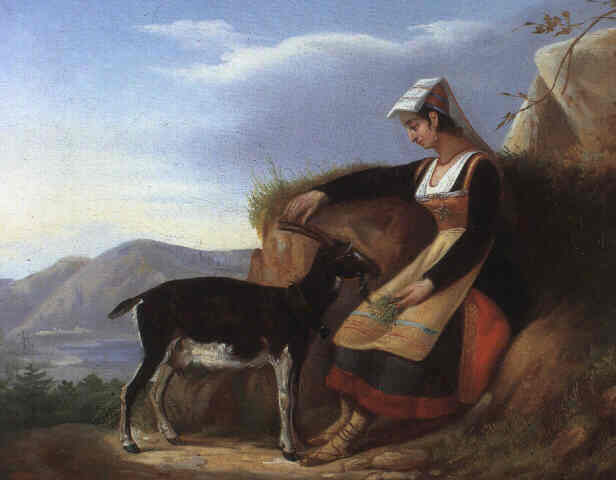
La Jeune Italienne por Jacques-François Ochard

Jacques-François Ochard (1800 - 1870) foi um pintor francês, lembrado como o primeiro professor de arte de Claude Monet em sua escola.
Ochard foi aluno de Jacques-Louis David (1748 - 1825) e morava na Normandia, para onde a família de Monet havia se mudado em 1845. O método de instrução de Ochard era tradicional, o de desenhar à partir de moldes de gesso da figura humana.